# Au boulot !
Pour plus de détails, voir Fiche technique et Distribution.
Au boulot ! est une comédie et film documentaire français réalisé par Gilles Perret et François Ruffin, sorti en 2024.

## Synopsis
Le journaliste François Ruffin filme, sous la caméra de Gilles Perret, l'essai de « réinsertion sociale » de l'avocate, juriste, et chroniqueuse télé médiatique Sarah Saldmann, après des propos au cours desquels elle accusait les chômeurs, les travailleurs précaires, les smicards, et les personnes prenant un arrêt maladie pour un rhume ou une angine d'être « des glandus, des assistés, des feignasses ». Elle finit par accepter la proposition de François Ruffin d'aller pendant une semaine à la rencontre des gens qu'elle vient d'insulter et d'injurier,.
Elle va ainsi distribuer des colis dans la région de Lyon, puis travaille dans une usine d'emballage de poisson fumé à Boulogne-sur-Mer, avant d'être serveuse dans un restaurant d'Amiens. Elle rencontre en cuisine des réfugiés afghans qui maîtrisent parfaitement la recette de la ficelle picarde. Le dimanche, elle joue un match au sein d'une équipe de football féminin. Elle travaille aussi avec une aide à domicile intervenant auprès de personnes âgées à Saint-Étienne, qui lui dit adorer son métier malgré le manque de reconnaissance. Elle suit dans sa tournée un bénévole du Secours populaire d'Abbeville, où elle rencontre des bénéficiaires qui se battent pour retrouver un emploi, rencontre des jeunes de banlieue qui enchaînent les missions d’intérim, va travailler dans une ferme du Morvan puis dans une entreprise de réinsertion.
Même si elle sympathise avec les différentes personnes rencontrées et reconnaît que la réalité est plus complexe qu'elle ne pensait, François Ruffin estime néanmoins à la fin du film que son expérience a échoué. Sarah Saldmann continue à tenir dans des émissions télévisées des discours témoignant d'un manque d'empathie. François Ruffin organise alors sur une plage un défilé avec tapis rouge sur le modèle des festivals de cinéma pour les personnes rencontrées par Sarah Saldmann pendant le film, avec des fans qui les acclament et leur demandent des autographes.

## Fiche technique
- Titre original : Au boulot ! (sous-titré Peut-on réinsérer les riches ?[3])
- Réalisation : Gilles Perret et François Ruffin
- Photographie : Gilles Perret
- Montage : Cécile Dubois
- Production : Clothilde Dozier
- Sociétés de production : Les 400 Clous
- Société de distribution : Jour2Fête
- Pays de production :  France
- Langue originale : français
- Format : couleurs
- Genre : documentaire, comédie[4]
- Durée : 84 minutes
- Date de sortie :
  - France : 6 novembre 2024

## Distribution
Sauf indication contraire, les informations mentionnées dans cette section peuvent être confirmées par la base de données cinématographiques IMDb,  présente dans la section « Liens externes ».
- François Ruffin : lui-même
- Sarah Saldmann : elle-même

## Accueil

### Réception populaire
Le site Allociné relève une note moyenne de 4,1/5 pour les critiques spectateurs sur un total de plus de 900 notes.

### Box-office
| Pays ou région | Box-office      | Date d'arrêt du box-office | Nombre de semaines |
| -------------- | --------------- | -------------------------- | ------------------ |
| France         | 200 000 entrées | 2 avril 2025               | 15                 |